# Петропавловка (Березнеговатский район)
Петропавловка (укр. Петропавлівка) — село в Березнеговатском районе Николаевской области Украины.
Основано в 1826 году. Население по переписи 2001 года составляло 428 человек. Почтовый индекс — 56212. Телефонный код — 5168. Занимает площадь 1,012 км².

## Местный совет
56212, Николаевская обл., Березнеговатский р-н, с. Новоочаков, ул. Советская, 27